# Oliver Silverholt
Oliver Montana Silverholt, född 22 juni 1994, är en svensk fotbollsspelare som spelar för Varbergs BoIS. Han har två bröder som också är fotbollsspelare, Simon och Taylor Silverholt.
Han är en tvåfotad fotbollsspelare som kan spela både som försvarare och mittfältare.

## Karriär
Silverholts moderklubb är BK Astrio, vilken han som 16-åring lämnade för Halmstads BK. Han vann SM-guld med Halmstads U19-lag 2012.
Silverholt debuterade för HBK i Superettan 2012. I november 2014 skrev han på ett treårskontrakt för den allsvenska nykomlingen Hammarby IF, varifrån han under 2017 lånades ut till Varbergs BoIS i Superettan. 
I december 2017 skrev Silverholt på för Östers IF. Han spelade 26 ligamatcher under säsongen 2020. Inför säsongen 2023 gick Silverholt till Varbergs BoIS. I juli 2024 lånades han ut till Falkenbergs FF på ett låneavtal över resten av säsongen.